# Giannis Dragasakis

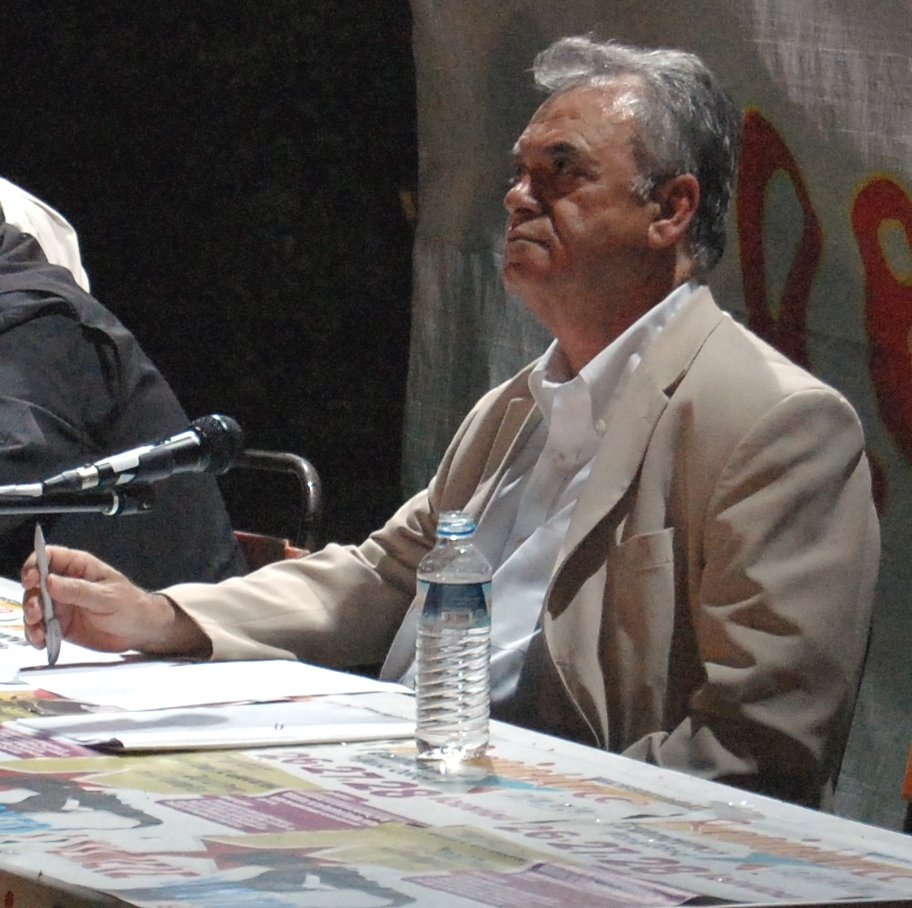
Giannis Dragasakis

Giannis Dragasakis (griechisch Γιάννης Δραγασάκης, * 1. Januar 1947 in Anatoliki Lasithi, Kreta) ist ein griechischer Wirtschaftswissenschaftler und Politiker. Er war vom 27. Januar 2015 bis 28. August 2015 stellvertretender Ministerpräsident im Kabinett Alexis Tsipras I und war dies im Kabinett Alexis Tsipras II vom 23. September 2015 bis zum 8. Juli 2019 erneut.

## Politischer Werdegang
Dragasakis engagierte sich bereits als Schüler in der Lambrakis-Jugend. Er studierte Wirtschaftswissenschaften in Griechenland und an der London School of Economics. Bereits als Student war er gegen die griechische Militärdiktatur politisch tätig, etwa als Sekretär der griechischen Studenten in London. Bis 1991 war er ein führendes Mitglied der Kommunistischen Partei, seit seiner Gründung gehörte er dem linken Synaspismos an. Bei den Wahlen im Juni 1989 erhielt er erstmals ein Parlamentsmandat. Von November 1989 bis April 1990 gehörte er als stellvertretender Wirtschaftsminister der Koalitionsregierung Xenophon Zolotas an. Bei den Parlamentswahlen 1996, 2004, 2007, im Mai 2012, im Juni 2012 und im Januar 2015 wurde er als Abgeordneter zunächst des Synaspismos und seit 2004 der SYRIZA wiedergewählt. Von 2012 bis 2015 war er stellvertretender Parlamentspräsident.
Dragasakis ist Mitglied im Parteivorstand von Syriza und gilt als deren führender Wirtschaftspolitiker. Er ist Mitglied der Parlamentarischen Versammlung des Europarates und Vorsitzender des Unterausschusses für die Europäische Sozialcharta.
Ministerpräsident Alexis Tsipras berief Dragasakis am 27. Januar 2015 als stellvertretenden Ministerpräsidenten in seine Regierung. Dragasakis hat als Vize-Regierungschef die Aufsicht über den gesamten Bereich Finanzen und Wirtschaft.